# Rutilio Baldoni
Rutilio Baldoni (Ancona, 15 luglio 1918 – Ancona, 4 marzo 1972) è stato un calciatore italiano, di ruolo centrocampista.
Soprannominato Tito, era noto anche come Baldoni II.

## Carriera
Inizia la carriera nell'Anconitana-Bianchi, con cui vince il girone D della Serie C 1936-1937, ottenendo la promozione in cadetteria. La stagione seguente con i marchigiani ottiene il quinto posto, a cinque punti dai promossi in massima serie Modena e Novara.
Nel 1938 passa al Genova 1893 con cui esordisce il 30 ottobre 1938 nel pareggio esterno per 1-1 contro la Juventus, conquistando il quarto posto della Serie A 1938-1939.
La stagione seguente scende in Serie B tra le file del Livorno, ottenendo la promozione in massima serie.
Nel campionato 1942-1943 torna all'Anconitana-Bianchi, in Serie B, disputando 28 gare e mettendo a segno una rete nella stagione che i marchigiani concludono all'undicesimo posto.
Dopo un anno di inattività a causa della guerra torna all'Anconitana, con cui disputa la Serie mista A-B Centro-Sud della Divisione Nazionale 1945-1946, chiudendo la stagione all'undicesimo posto.
Chiude la carriera sempre in biancorosso, giocando un incontro nella Serie B 1946-1947.

## Palmarès
- Serie C: 1

Anconitana: 1936-1937